# Musée d'Art contemporain de Campinas
Le musée d'Art contemporain de Campinas « José Pancetti » (Museu de Arte Contemporânea de Campinas, ou MACC en portugais) est un musée d'art contemporain situé dans la ville de Campinas, dans l'État de São Paulo, au Brésil.
Fondé en 1965, le musée compte aujourd'hui 660 œuvres, dont des peintures, sculptures, dessins, impressions et installations d'artistes brésiliens. Il s'y déroule notamment le Salon d'art contemporain de Campinas. Le musée abrite aussi des expositions temporelles, et des activités éducatives et culturelles.